# Paški kanal
Paški kanal – kanał morski w Chorwacji, pomiędzy wyspami Pag a Rab, część Morza Adriatyckiego.
Łączy Kvarnerić z Kanałem Welebickim. Jego długość wynosi 16 km, a szerokość 6 km. Maksymalna głębokość to 108 m. Od Barbatskiego kanalu, rozciągającego się wzdłuż południowo-zachodniego wybrzeża Rabu, oddzielony jest wyspą Dolin.